# اونيبول
مجموعة اونيبول (بالإيطالية: Unipol Gruppo S.p.A.)‏ هي شركة قابضة للخدمات المالية الإيطالية تعمل في مجالات التأمين والمصارف ومقرها في برج اونيبول، بولونيا. اعتبارًا من عام 2009، تم تصنيفها على أنها رابع أكبر شركة تأمين في البلاد. 

## التاريخ
تأسست اونيبول للتأمين في عام 1962 في بولونيا كمزود تعاوني للتأمين العام.
في عام 1995، دخلت الشركة في اتفاقية شراكة مع المجموعة المصرفية كاسي إميليانو رومانيولي، حيث باعت اونيبولل منتجاتها من خلال شبكات البنك. تضمنت الشراكة أيضًا صفقات معقدة في الملكية. في 31 ديسمبر 1995، كانت اونيبول تمتلك 3.64٪ من أسهم كاسي إميليانو رومانيولي؛ وكانت كاسي إميليانو رومانيولي بدورها تمتلك 9.80٪ من أسهم الشركة الأم لشركة اونيبول فينسو.
في عام 1998، بدأت اونيبول في بناء شبكات مصرفية خاصة بها، لبيع منتجاتها الخاصة، مما أدى إلى ولادة بنك اونيبول. في ديسمبر 2003 ، اشتركت اونيبول في زيادة رأس مال ريتي بانكاري، وهي شركة قابضة فرعية تابعة لـ بانكا بوبولاري دي لودي مقابل 173.4 مليون يورو. في أوائل عام 2006، رفض بنك إيطاليا عرض استحواذ اونيبول على بانكا ناسيونالي ديل لافورو. تم الاستحواذ على بانكا ناسيونالي ديل لافورو من قبل بي إن بي باريبا بدلاً من ذلك، وبالتالي استحوذت الشركة الفرنسية على 4.5 ٪ من أسهم الشركة الأم لشركة اونيبول فينسو.
في 31 ديسمبر 2007، سيطرت الشركة القابضة على خمس شركات تأمين: اونيبول للتأمين (100٪)، أورورا للتأمين (100٪)، لينيار للتأمين (100٪)، نافالي للتأمين (99.83٪) واوني سالوتي (98.48٪).
في عام 2008 تم بيع كوادريفوليو فيتا لشركة أكسا.